# Hrörek av Lejre
Hrörek eller Rörik är en dansk sagokung med säte i Lejre i slutet av 600-talet. Han skall ha varit gift med Aud (dotter till Ivar Vidfamne) som senare lär ha dräpt honom. Han var far till Harald Hildetand. Han var också släkt med Harald Gormsson också känd som Harald Blåtand.